# خشونت علیه زنان در کامبوج
خشونت علیه زنان در کامبوج از موضوعات جدی است. کامبوج سابقه خشونت علیه زنان به ویژه به دلیل درگیری‌های گذشته در این کشور را داشته‌است. در طول رژیم پل پوت، زنان در معرض رفتار خشونت آمیز مختلف مانند ازدواج‌های اجباری و تجاوز جنسی توسط مقامات خمرهای سرخ در کامبوج و اردوگاه‌های پناهندگان در تایلند قرار می‌گرفتند. در حال حاضر، هنوز هم تعدادی از اشکال مختلف استثمار و تبعیض علیه زنان در کامبوج مانند تجاوز جنسی، خشونت خانگی، و قاچاق انسان وجود دارد، زیرا این کشور در حال بهبودی از تاریخ درگیری است.

## خشونت خانگی
سنت زیردست بودن و حقارت زنان نسبت به مردان در این کشور وجود دارد که موضوع خشونت خانگی را در کامبوج به موضوعی پیچیده تبدیل می‌کند. آیین رفتار سنتی چباب سری (قانون زنان) به زنان در کامبوج آموخته بود که مطیع مردان باشند. تا سال ۲۰۰۷، مدارس کامبوج، چباب را به دختران جوان در رابطه با آنچه که از آنها به عنوان یک زن انتظار می‌رفت، آموزش می‌دادند. مشخص شده‌است که خشونت خانگی در کامبوج پس از کنترل پل پوت، دامنه و شدت آن افزایش یافته‌است.
در سال ۲۰۰۸، نظرسنجی ملی نشان داد که بیش از یک چهارم زنان در کامبوج از خشونت خانگی رنج می‌برند. دیدگاه سنتی که زنان مطیع و فرودست هستند، موضوع خشونت خانگی را در کامبوج به موضوعی پیچیده تبدیل می‌کند. ضرب‌المثلی رایج در کامبوج وجود دارد که وضعیت نابرابری بین زن و مرد را بیان می‌کند: «مردان طلا هستند و زنان پارچه». آیین رفتار سنتی چباب سری (قانون زنان) تا حدودی به زنان در کامبوج می‌آموزد که مطیع مردان باشند. چباب در مورد رها کردن دختران بدون نظارت یا دادن استقلال و آزادی بیش از حد به آنها هشدار می‌دهد. در مطالعه ای در سال ۲۰۱۴ نشان داده شد که نگرش کلی زنان به ماندن در خانه برای مراقبت از فرزندان و همسرشان ۷۸ درصد است. یکی از دلایل ماندن زن در یک رابطه خشونت آمیز خانگی، اتکای اقتصادی به مرد است.
به‌طور کلی مردان مسئول کسب درآمد غالب در خانواده هستند، این امر برای مردان در مناطق روستایی بسیار رایج است. ۶۶٪ از شرکت کنندگان در نظرسنجی ۲۰۱۴ معتقد بودند که همسران باید در هنگام وقوع خشونت خانگی سکوت کنند تا خانواده را در کنار هم نگه دارند.

## تجاوز جنسی
تجاوز جنسی رایج‌ترین و جدی‌ترین جنایت در کامبوج است. در گزارش سازمان ملل که در سال ۲۰۱۳ منتشر شد، نشان داد که از هر ۵ مرد در کامبوج، ۱ نفر در سنین ۱۸ تا ۴۹ سال اعتراف کرده‌است که به یک زن تجاوز کرده‌است. ۱۵٫۸ درصد از کسانی که اعتراف کردند که مرتکب تجاوز جنسی شده‌اند، در سن کمتر از ۱۵ سال این کار را انجام داده‌اند. «باوک» (Bauk) اصطلاحی است که در کامبوج برای تجاوز گروهی استفاده می‌شود. تعداد مردانی که در کامبوج به تجاوز گروهی اعتراف کرده‌اند در مقایسه با هند دوبرابر بوده‌اند. باوک به عنوان یک فعالیت در میان مردان کامبوجی به عنوان وسیله ای برای پیوند مردانه توصیف شده‌است. مردان جوان در این مورد با یکدیگر بحث می‌کنند و تجربیات خود را به اشتراک می‌گذارند. متعاقباً، باوک به شکل اجتماعی پذیرفته شده‌ای از تفریح در میان مردان جوان طبقه متوسط کامبوج تبدیل شد.

## قاچاق انسان
کامبوج کنوانسیون رفع هرگونه تبعیض علیه زنان (CEDAW) را در سال ۱۹۹۲ تصویب کرد سازمان‌های غیردولتی (NGO) در حال حاضر نقش فعالی در اجرای CEDAW در کامبوج ایفا می‌کنند. انواع مختلفی از کارهایی که سازمان‌های غیردولتی درگیر آن بوده‌اند شامل اصلاحات در سیاست‌ها و قوانین، خدمات بهداشتی، حساسیت جنسیتی، آموزش غیررسمی و برنامه‌های آگاهی از حقوق است. در سال ۱۹۹۵ سازمانی برای حمایت از دفتر کمیساریای عالی حقوق بشر سازمان ملل متحد در کامبوج تأسیس شد.
در حال حاضر ۷۹ سازمان مردم نهاد در این باره وجود دارد. مأموریت اصلی آنها ایجاد گزارش‌های مستقل در مورد پیشرفت اجرای CEDAW است. همچنین کمیته کامبوج برای زنان (CAMBOW) در سال ۲۰۰۰ تأسیس شد که هدف آنها همکاری در کنار سازمان غیردولتی CEDAW بود. CAMBOW به ویژه بر خشونت علیه زنان در کامبوج متمرکز است و از آموزش، تحقیق و اسناد برای ترویج و حمایت از حقوق زنان استفاده می‌کند.